# Sotres
Sotres es un lugar y una parroquia del concejo asturiano de Cabrales, en España.
Tiene una superficie de 38,1 km², en la que habitan un total de 109 personas, de las cuales 62 son hombres y 47 son mujeres, y todas ellas, excepto 2, en el mismo pueblo (INE, 2023).
En 2024 fue galardonado con el Premio al Pueblo Ejemplar de Asturias. 

## Situación
El lugar de Sotres se encuentra enclavado en un valle a unos 19 km de Carreña, la capital del concejo. Yendo por una carretera en buen estado, a un kilómetro aproximadamente del mismo, se puede ir a los Invernales del Tejo y a los Invernales del Cabao, un grupo de unas 15 edificaciones cada uno. Considerado uno de los pueblos más altos del Principado situado a 1050 m sobre el nivel del mar.

## Accesos
Si bien los accesos a la parroquia han mejorado en los últimos años, sigue sin ser sencillo llegar a Sotres debido a su ubicación, completamente rodeada de montañas. La mejor opción es por carretera, saliendo desde el pueblo de Arenas de Cabrales. Tendremos que conducir por la carretera que se dirige a Poncebos, punto de inicio de la conocida ruta del Cares. Desde este pueblo hasta Sotres, solo habrá que recorrer 11 kilómetros de duro ascenso a través de un espectacular valle moldeado por la particular montaña asturiana.

## Economía
Recientemente una iniciativa familiar ha creado una quesería bajo la DOP Cabrales, siendo galardonada como mejor cabrales en la feria de quesos de Cangas de Onís.